# Zero 2 Infinity
Zero 2 Infinity és una empresa privada catalana que dissenya i opera globus de gran altitud per permetre accés proper a l'espai i a l'òrbita terrestre baixa usant una nau espacial i un llançador.
L'empresa va ser fundada el 2009 per l'enginyer aeronàutic Jose Mariano López-Urdiales, l'actual CEO. Té seu a Cerdanyola del Vallès, Barcelona, Catalunya.
Zero 2 Infinity ha estat provant globus de gran altitud i el llançament de petites càrregues útils a grans altures per a les institucions científiques i empreses comercials per provar els elements per sobre de la major part de l'atmosfera de la Terra. El seu sistema de llançament té un impacte significativament menor en el medi ambient, un avantatge sobre els sistemes convencionals. El globus de gran altitud de la companyia també es pot utilitzar per al turisme. A finals de 2016, el seu CEO va suggerir que els vols comercials podrien tenir lloc el 2018.